# Ostatnia Wieczerza (powieść Pawła Huelle)
Ostatnia Wieczerza – polska powieść autorstwa Pawła Huelle.

## Opis utworu
Powieść społeczno-obyczajowa z elementami satyry, groteski i fantastyki (akcja utworu nieznacznie wybiega w niedaleką przyszłość, gdy w Gdańsku obok chrześcijan coraz większą rolę odgrywa społeczność muzułmańska, a jedna z ulic nosi nazwę alei Kaczyńskich).
Akcja powieści dzieje się w ciągu jednego dnia, jednak fabuła obejmuje wydarzenia wcześniejsze (sięgając po czasy SPATiF-u, a nawet przełom l. 50. i 60. XX w. – przedakcja) i późniejsze (poakcja). Utwór jest opowieścią narratora pierwszoosobowego skierowaną do bliskiej mu anonimowej adresatki i mającą formę kroniki, a zarazem listu mailowego (tak wynika z wypowiedzi narratora, choć dzieło właściwie ma niewiele cech stylistycznych listu). Tytuł powieści nawiązuje do wydarzenia będącego osią fabularną utworu – wykonanie fotografii będącej podstawą do współczesnej wersji obrazu „Ostatnia Wieczerza”. Jednocześnie odwołując się do licznych przedstawień „Ostatniej Wieczerzy” w malarstwie, m.in. „Ostatnia Wieczerza” Leonarda da Vinci czy „Abendmahl” Bena Willikensa (reprodukcja na okładce wydania z 2007 r.) oraz znaczenia tego wydarzenia biblijnego w kulturze.
Pośród wielu zagadnień poruszanych w utworze przez Pawła Huelle są m.in. portret polskiego środowiska intelektualno-artystycznego ukształtowanego w ostatnich latach PRL-u, istota i przyszłość sztuki, kondycja polskiego katolicyzmu, znaczenie chrześcijaństwa we współczesnej Europie, rosnąca rola islamu, wpływ religii (zoroastryzm, judaizm, różne nurty chrześcijaństwa, islam) na kulturę, odległe nieraz doświadczenia historyczne a teraźniejszość (bitwa na Kosowym Polu, upadek Konstantynopola, rywalizacja Karadziordziewiców i Obrenowiciów, wojna w Jugosławii i in.).
Książka została nominowana przez Gazetę Wyborczą do Nagrody literackiej Nike 2008, nie znalazła się jednak w gronie finalistów.

## Geneza
Fabułą i tytułem powieść przede wszystkim nawiązuje do okoliczności powstania obrazu Macieja Świeszewskiego Ostatnia Wieczerza (1995-2005).
Utwór można odczytywać też jako powieść z kluczem, odnajdując pierwowzory bohaterów utworu pośród postaci uczestniczących w projekcie M. Świeszewskiego: Janusz Limon – profesor medycyny, Jerzy Kiszkis – aktor, Władysław Zawistowski – pisarz, Krzysztof Niedałtowski – duchowny, Krzysztof Izdebski – malarz, Stefan Chwin – pisarz, Jerzy Limon – anglista, teatrolog, Aleksander Świeszewski–  syn M. Świeszewskiego, Kiejstut Bereźnicki – malarz, Paweł Huelle – pisarz, Jan Kozłowski  – marszałek województwa pomorskiego i Jacek Tylicki – malarz.
Postacią najbardziej rozpoznawalną jest ksiądz Monsignore, który w ostatniej chwili próbuje dołączyć do projektu i w którym łatwo rozpoznać osobistego adwersarza Pawła Huelle – ks. prałata Jankowskiego.

## Streszczenie
Akcja powieści obejmuje jeden dzień z życia uczestników projektu artystycznego malarza Mateusza, głównie dawnych jego przyjaciół. Zmierzają oni do gdańskiego teatru, by wziąć udział w sesji zdjęciowej, której rezultaty zostaną wykorzystane do namalowania współczesnej wersji „Ostatniej Wieczerzy”. Poprzez sny, wspomnienie i wyjaśnienia narratora kronikarza czytelnik poznaje także przeszłość, a niekiedy i przyszłość bohaterów.

## Bohaterowie
- narrator – naukowiec studiujący grekę, pasjonujący się historią Jerozolimy, znawca malarstwa i literatury;
- Mateusz – znany gdański malarz;
- profesor fizyki Jan Wybrański – syn alkoholika, biznesmen, właściciel firmy Festus & Felix, który dawno porzucił karierę naukową, seksoholik, utrzymujący na mocy kontraktu z żoną daleko idące pozory bycia przykładnym katolikiem i wzorowym mężem;
- Antoni Julian Berdo – doktor nauk humanistycznych, który zdaniem narratora przeczytał tylko jedną książkę filozoficzną (wybór sentencji Arthura Schopenhauera w tłumaczeniu i wyborze Jana Garewicza), dorabiający organizowaniem wycieczek w miejsca święte, cynicznie i instrumentalnie traktujący religię oraz przeżycia mistyczne, przekonany o dekadencji współczesnej kultury, homoseksualista, wykładowca islamskiego Wolnego Uniwersytetu w Gdańsku;
- doktor Lewada – ambitny lekarz, outsider, „zesłany” na głuchą prowincję (Pohańcza) po drobnej utarczce słownej z księdzem Monsignore;
- Monsignore – znany i wpływowy ksiądz, lubiący luksus i zaszczyty, „efebofil”;
- Inżynier – artysta plastyk, dyrektor muzeum sztuki współczesnej, zwolennik awangardyków, miłośnik alkoholu i wulgaryzmów, mający problem z wymową głoski r;
- Siemaszko – artysta plastyk, którego rodzina pochodziła z Ukrainy, zwolennik sztuki metafizycznej oraz konopi i innych narkotyków, wiedzie z Inżynierem dyskurs o sztuce; córka Siemaszki ku radości ojca wstąpiła do klasztoru sióstr imienia Hildegardy z Bingen, gdzie jego zdaniem ma najdogodniejsze warunki do korzystania z wolności i najlepsze możliwości rozwoju osobowości;
- Dwunasty – „człowiek trochę z innej bajki”;
- ksiądz Krzysztof Nienałtowski – ksiądz z kościoła Świętego Jana, uratował kilka małych fragmentów „Ostatniej Wieczerzy” namalowanej przez Mateusza, a zniszczonej kwasem przez awangardyków.

## Nawiązania
Ostatnia wieczerza nawiązuje do wielu utworów literackich (niekiedy przywołanych wprost), np. Brunona Schulza Sklepy cynamonowe, Jamesa Joyce'a Ulisses, Michaiła Bułhakowa Mistrz i Małgorzata, twórczości Witkacego (Pożegnanie jesieni, Nienasycenie), Ewangelii i apokryfów ewangelicznych, apologii wczesnochrześcijańskich (m.in. Arystydes z Aten), poematu Ferdusiego.
Istotne znaczenie w powieści ma też malarstwo Davida Robertsa.

## Wydania
Paweł Huelle, Ostatnia Wieczerza, Kraków 2007, Wydawnictwo Znak, ISBN 978-83-240-0793-6